# Sakahogi
Sakahogi (坂祝町, Sakahogi-chō) est un bourg du district de Kamo, dans la préfecture de Gifu, au Japon.

## Géographie

### Situation
Sakahogi est situé en bordure de la plaine de Nōbi, dans le centre-sud de la préfecture de Gifu.

### Démographie
Au 1er mai 2014, la population de Sakahogi s'élevait à 8 284 habitants répartis sur une superficie de 12,89 km2. En avril 2023, la population était de 8 124 habitants.

## Histoire
La région de Sakahogi faisait partie de l'ancienne province de Mino. Pendant l'époque d'Edo, elle faisait partie du district de Kamo et était directement contrôlé par le shogunat Tokugawa. Le village moderne de Sakahogi est créé le 1er avril 1897. Il obtient le statut de bourg le 1er octobre 1968.

## Transports
Sakahogi est desservi par la ligne principale Takayama de la JR Central.